# Mastung (Distrikt)
Der Distrikt Mastung (Urdu ضلع مستونگ, paschtunisch مستونگ ولسوالۍ) ist ein Distrikt in der pakistanischen Provinz Belutschistan.

## Geographie
Das Terrain ist durch Bergland und zum Teil schroffe Gebirgszüge geprägt. Die mittlere Höhe über dem Meeresspiegel variiert zwischen 934 und 3.414 m.

## Klima
Das Klima im Distrikt Mastung ist durch trockene, heiße Sommer und milde bis kühle Winter gekennzeichnet. Die Schwankungen zwischen Tag- und Nacht
zwischen Tages- und Nachttemperaturen ist in fast allen Teilen des Distrikts groß. Im Winter tritt häufig Schneefall auf. Die Berge des Lak-Passes sind ebenfalls meist schneebedeckt.

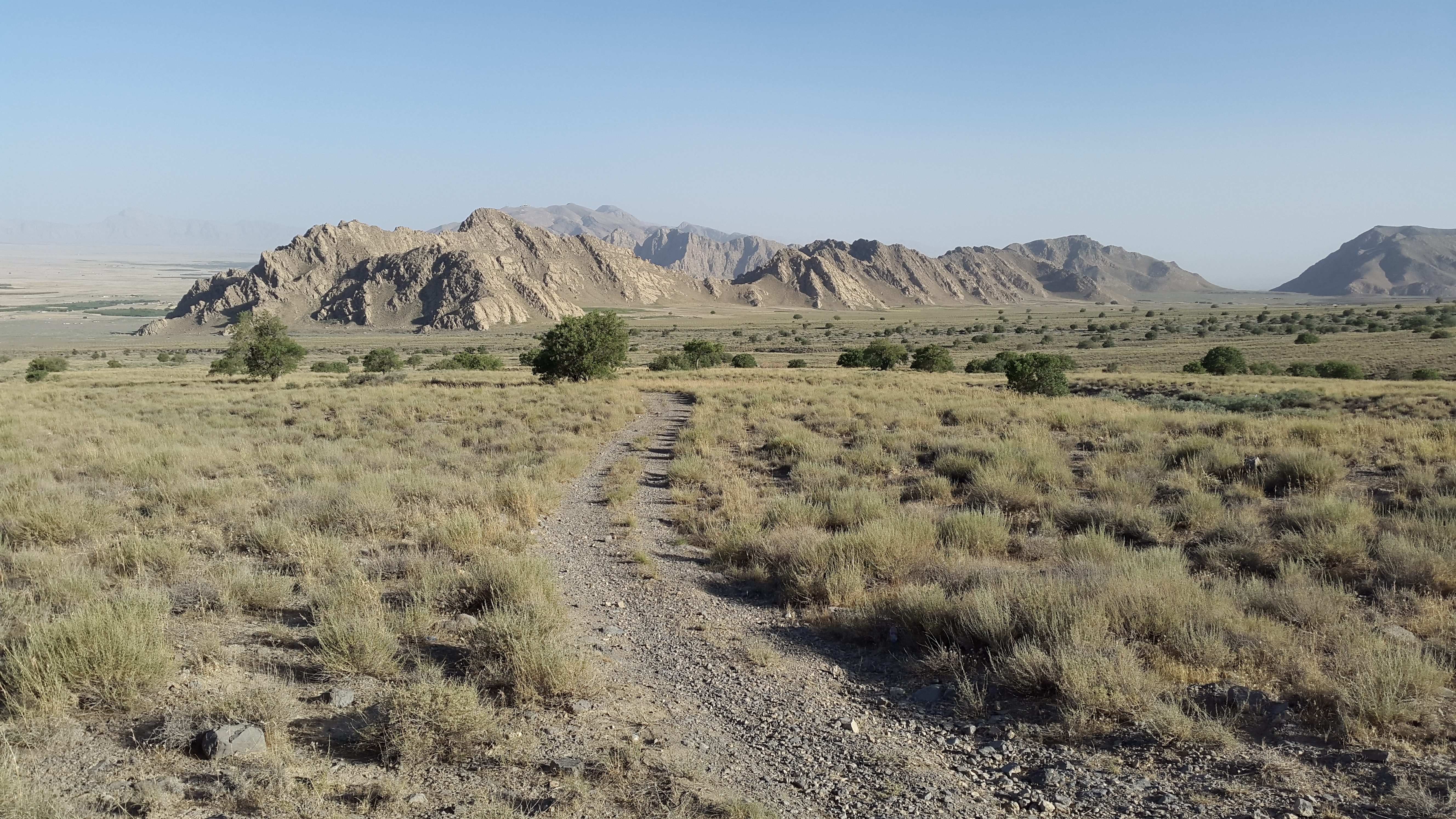
Landschaft in Chiltan

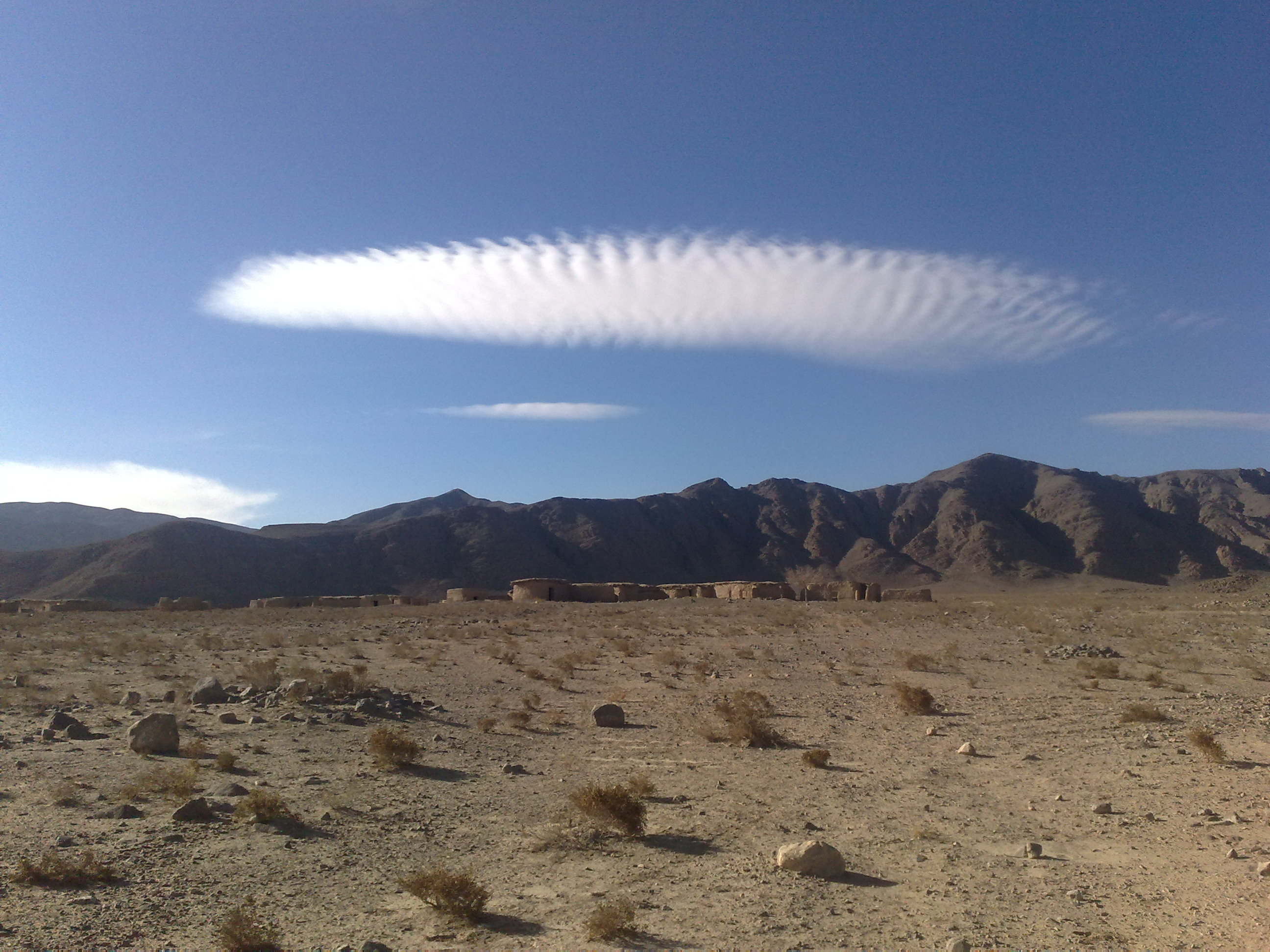
Impression aus Dasht

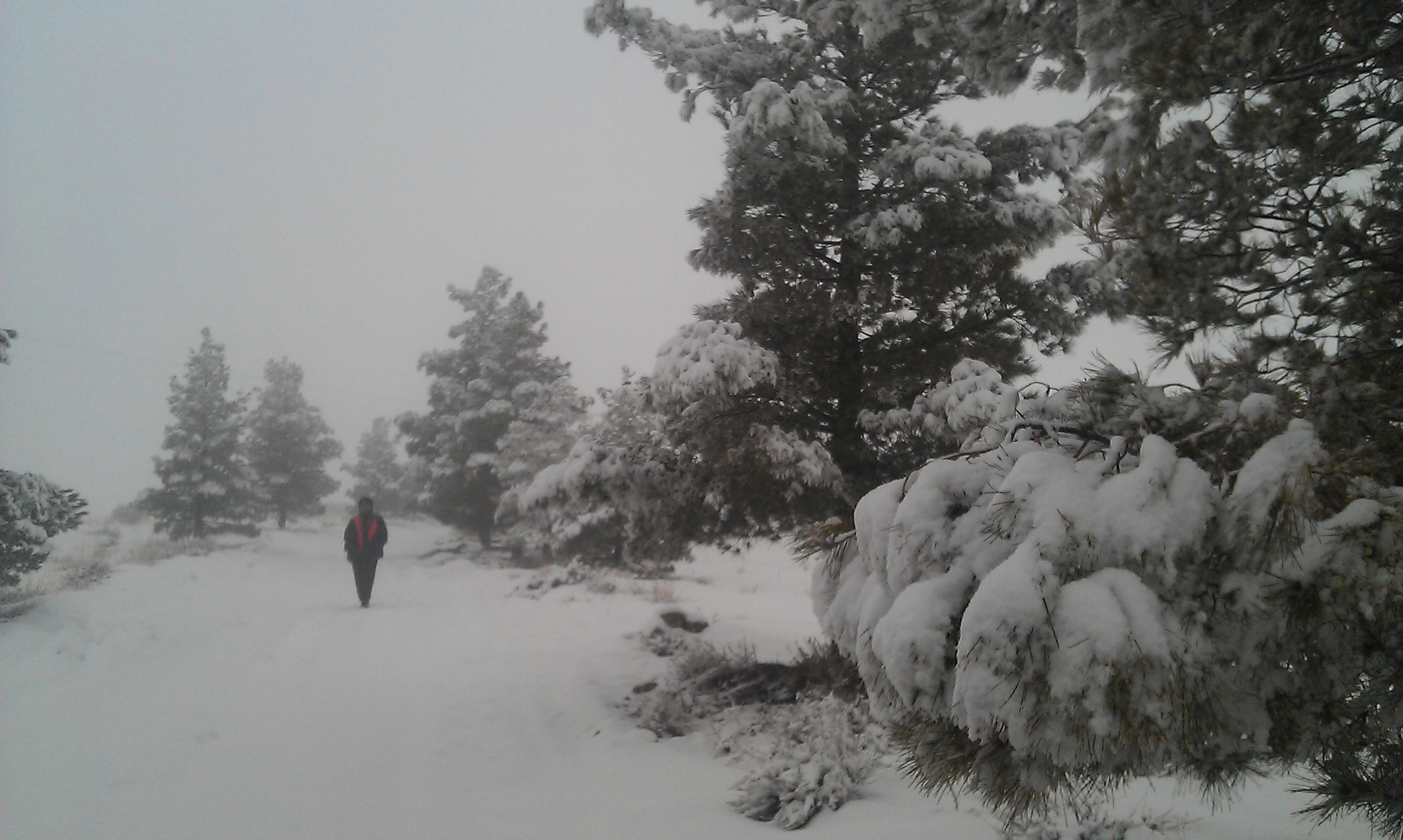
Schneefall im Winter

|                       | Jan | Feb | Mär | Apr | Mai | Jun | Jul | Aug | Sep | Okt | Nov | Dez |   |       |
| Mittl. Tagesmax. (°C) | 9   | 12  | 16  | 22  | 27  | 31  | 32  | 31  | 28  | 23  | 17  | 13  | ⌀ | 21,8  |
| Mittl. Tagesmin. (°C) | −4  | −2  | 2   | 6   | 10  | 13  | 16  | 15  | 9   | 4   | −1  | −4  | ⌀ | 5,4   |
|                       |     |     |     |     |     |     |     |     |     |     |     |     |   |       |
| Niederschlag (mm)     | 55  | 48  | 37  | 15  | 6   | 3   | 3,1 | 14  | 2   | 0   | 0   | 19  | Σ | 202,1 |

| −4 |

| −2 |

| 2 |

| 6 |

| 10 |

| 13 |

| 16 |

| 15 |

| 9 |

| 4 |

| −1 |

| −4 |

| −4 |

| −2 |

| 2 |

| 6 |

| 10 |

| 13 |

| 16 |

| 15 |

| 9 |

| 4 |

| −1 |

| −4 |

## Geschichte
Über die Geschichte Mastungs bis zum Jahr 977 n. Chr., d. h. vor der Eroberung Belutschistans durch Mahmud von Ghazni, ist wenig bekannt. Muslimische Herrscher herrschten etwa ab dem 7. Jahrhundert über Belutschistan. Davor stand die Region vermutlich unter der Herrschaft hinduistischer Herrscher aus dem Sindh. Auf seiner Flucht aus Indien Richtung Afghanistan zu Schah Tahmasp I. kam Großmogul Humayun im Sommer 1543 über Sibi auch durch Mastung. Hier musste er seinen damals einjährigen Sohn, den späteren Großmogul Akbar, zurücklassen. Nach Humayuns Rückkehr 1545 kam die Region Kandahar mit Mastung erneut unter seine Herrschaft. 1556–1595 gehörte sie zum persischen Safawidenreich und danach wieder zum Mogulreich. Unter Nader Schah gelangte Mastung wieder unter persische Oberhoheit. Diese wurde vom großafghanischen Durrani-Reich unter Ahmad Schah Durrani abgelöst. Mastung gehörte zum Khanat Kalat, das ein Vasallenstaat der Durrani-Herrscher war. In der zweiten Hälfte des 19. Jahrhunderts kam Kalat als Fürstenstaat zu Britisch-Indien und verblieb dort bis zum Ende der britischen Kolonialherrschaft. Danach wurde es Teil Pakistans. Kalat war ein Distrikt in der 1970 neu eingerichteten Provinz Belutschistan. Aus administrativen Gründen wurde Mastung im Juli 1991 aus Kalat ausgegliedert und erhielt den Status eines Distrikts. Ab dem 18. Februar 1992 hatte Mastung seine eigene Distriktverwaltung.
Der Distriktname leitet sich von der gleichnamigen Örtlichkeit ab. Er soll aus der Brahui-Sprache stammen und etwa „Bergvertiefung“ bedeuten. Der Name soll auf den Verlauf der Passstraße über den Lak-Pass in Richtung Quetta anspielen.
Am 20. September 2011 kamen bei einem vermutlich religiös motivierten Überfall auf schiitische Pilger 25 Personen ums Leben.

## Verwaltungsgliederung
Im Jahr 2017 war Mastung in zwei Tehsils (Mastung und Dasht), sowie in zwei Sub-Tehsils (Khad Kocha und Kirdgap) unterteilt.

## Demografie
Nach der Volkszählung 2017 lebten im Distrikt 265.676 Personen (137.504 Männer, 128.169 Frauen, 3 Transgender). 264.901 (99,7 %) bezeichneten sich als Muslime. Die Verteilung der Muttersprachen war wie folgt: 85,9 % Brahui, 8,0 % Belutschisch, 3,0 % Paschtunisch, 3,1 % alle übrigen zusammen.
| Jahr | Einwohnerzahl |
| ---- | ------------- |
| 1998 | 150.039       |
| 2017 | 265.676       |

## Wirtschaft
Der größte Teil der Bevölkerung arbeitet in der Landwirtschaft. Nach der Agrarstatistik 2009 war die wichtigste Rabi-Feldfrucht Weizen gefolgt von Kreuzkümmel, mit jeweils 82,4 % und 8,4 % der Rabi-Anbaufläche. Die wichtigste Kharif-Feldfrucht waren Obst, gefolgt von Zwiebeln, mit 83,2 % und 11,5 % der Kharif-Anbaufläche. Das angebaute Obst umfasste vor allem Granatäpfel, sowie Mandeln, Äpfel, Aprikosen, Weintrauben, Pflaumen, Pfirsiche, Kirschen und Pistazien.